# Itchen (Schiff)
Die HMS Itchen (K 227) war eine Fregatte der River-Klasse der Royal Navy und wurde am 23. September 1943 versenkt. Die Fregatte wurde von U 666 torpediert und sank mit 230 Mann. Nur drei Mann wurden vom Dampfer Wisła gerettet. Die hohe Zahl der Toten war Folge der Rettungsaktionen der Fregatte zwei Tage zuvor, als deutschen U-Booten die Versenkung des Zerstörers HMCS St. Croix und der Flower-Klassen-Korvette Polyanthus gelang und Itchen 85 Besatzungsmitglieder retten konnte. Die Versenkung der Itchen überlebten dann nur drei Mann, zwei von der Besatzung der Itchen sowie ein Mann der St. Croix.
Die Itchen war eines der ersten Opfer des neuen akustisch gelenkten Zaunkönig-Torpedos zur Bekämpfung von Geleitfahrzeugen.

## Geschichte des Schiffes

### Bau und Indienststellung
Am 11. Februar 1941 gehörte die Itchen zur ersten Bestellung von vierzehn „Zwei-Schrauben-Korvetten“ für die U-Boot-Abwehr. Die Aufträge gingen an sieben britische Werften, davon allein sechs an die maßgebliche Konstruktionswerft des neuen Typs, Smiths Dock Company in Middlesbrough. Die Itchen entstand auf der Werft Fleming & Ferguson Ltd. in Paisley, die vor ihr die Fregatte Exe als 5. Schiff der Klasse ablieferte, nachdem Smiths die ersten vier Neubauten geliefert hatte. Das zweite Schiff der schottischen Werft wurde am 14. Juli 1941 begonnen, lief am 29. Juli 1942 vom Stapel und kam am 28. Dezember 1942 als 13. Fregatte der River-Klasse in den Dienst der Royal Navy.
Kommandant des Schiffes wurde der wieder aktivierte Korvettenkapitän Clement Edward Bridgman, der zuvor die Korvette Dianthus kommandiert hatte und dort mit dem Distinguished Service Order ausgezeichnet worden war, weil unter seinem Kommando 175 Seeleute von torpedierten Handelsschiffen gerettet wurden, die Korvette an der Versenkung von U 210 beteiligt war und am 8. August 1942 das deutsche U 379 versenkte.

### Einsatzgeschichte
Die aktive Dienstzeit der Itchen begann mit einer Ausbildung für den Einsatz gegen U-Boote in Tobermory und Lough Foyle. Die neue Fregatte sollte die kanadische Escort Group C1 verstärken, zu der die kanadischen Zerstörer St. Laurent und St. Croix, der britische Town-Zerstörer Burwell ex USS Laub sowie sieben kanadische Flower-Klassen-Korvetten gehörten, die als sog. Mid Ocean Escort Group C1 zum Einsatz kommen sollten. Zum ersten Kampf mit angreifenden U-Booten kam es Ende Mai 1943, als ab dem 21. abends der nach Westen laufende Konvoi ON 184 mit 39 Schiffen, gesichert durch die EG C1 mit Itchen, den Zerstörern St  Laurent und St. Croix sowie drei kanadischen Korvetten die deutsche Aufstellung passieren musste. Der 6th Support Group um den US-Geleitträger Bogue mit seinen Flugzeugen und den Zerstörern der Clemson-Klasse Belknap, Greene, Osmond-Ingram und George E. Badger, alle zuletzt Flugzeugtender-Umbauten, unterstützte die Konvoi-Sicherung und drängte die angreifenden U-Boote ab. Die Avenger-Bomber des Trägers beschädigten einige U-Boote und U 569 wurde versenkt. Von der engeren Konvoi-Sicherung kam nur die St. Laurent kurzzeitig in Kontakt mit den erfolglosen Angreifern.
Mitte September 1943 zeigte die Funkauswertung der Briten in Bletchley Park, das die Deutschen wieder größere U-Boot-Zahlen im Weg der Atlantikkonvois aufstellten. Neue Hilfsmittel auf den Booten sollten es ermöglichen, Konvois frühzeitiger zu erkennen und die Geleitboote erfolgreicher zu bekämpfen. Die Alliierten schickten in dieser Phase viele Geleitzüge über den Atlantik und verstärkten gegebenenfalls die Sicherung eines angegriffenen Konvois durch eine erfahrene Unterstützungsgruppe. Dazu bekämpften sie die ein- und auslaufenden U-Boote mit Langstreckenmaschinen des RAF Coastal Command sowie der westlich der Biskaya operierenden 2nd Support Group unter Frederic John Walker mit fünf Sloops der Black-Swan-Klasse.
Diese Gruppe sollte durch die neu zusammengestellte kanadische 9th Escort Group abgelöst werden. Zu dieser Gruppe unter dem kanadischen Commander Andrew Hedley Dobson gehörten der Zerstörer St. Croix, die Fregatte Itchen und die Flower-Klassen-Korvetten Chambly (später Sonja W.Vinke), Morden und Sackville. Diese Gruppe wurde angewiesen, nicht die 2nd SG an der Biskaya abzulösen, sondern nach Nordwesten zu marschieren, um die Konvois auf der nördlichen Route zu unterstützen, da diese deutschen Angriffen vermutlich nicht mehr ausweichen könnten. Im Anmarsch befanden sich die beiden Konvois:

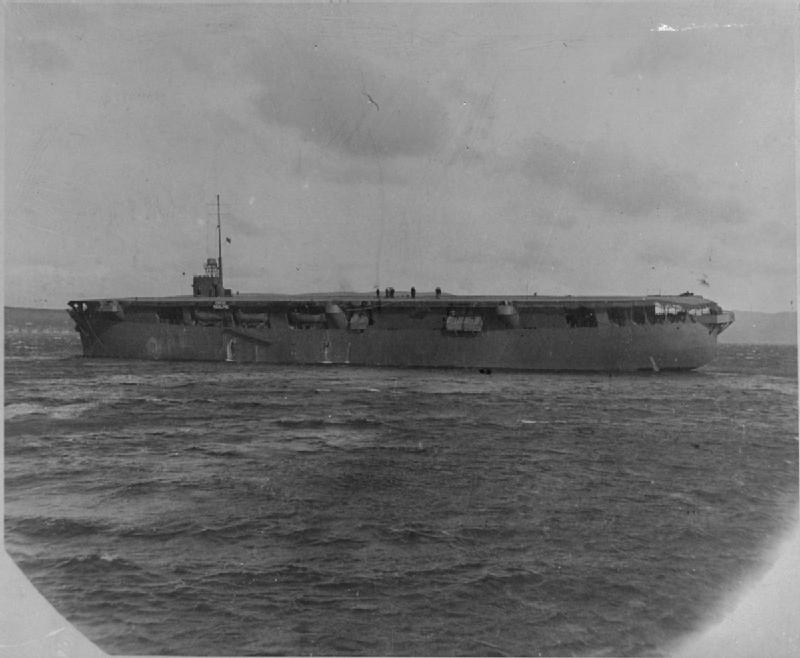
Das MAC-Schiff Empire MacAlpine

- ON 202 mit 38 Schiffen, gesichert durch EG C2 mit den Zerstörern Gatineau unter Philip Whitworth Burnett und Icarus, der Fregatte Lagan, den beiden kanadischen Korvetten Drumheller und Kamloops und die britische Polyanthus sowie 

- ONS 18 mit 27 Schiffen, gesichert von EG B3 mit den Zerstörern Keppel und Escapade, der Fregatte Towy unter Martin James Evans, den Korvetten Narcissus und Orchis sowie den drei französischen Korvetten Roselys (K 57, geplant als Sundew), Lobélia (K 05) und Renoncule (K117) und dem in Deutschland gebauten Trawler Northern Foam. Im Konvoi fuhr noch der Merchant Aircraft Carrier Empire MacAlpine, das erste im April 1943 fertiggestellte MAC-Schiff für vier Swordfish-U-Jagd-Maschinen.

### Das Ende derItchen
Am 19. September 1943 verstärkte die 9th Escort Group die Sicherung des Konvois ONS 18.
Die Admiralität ordnet die Vereinigung beider Konvois unter Evans an, die am Abend abgeschlossen war. Die auf eine HF/DF-Peilung angesetzte St. Croix wurde von U 305 mit einem Torpedo vom Typ Zaunkönig getroffen und mit Fangschuss versenkt. Die Itchen lief zu ihrer Unterstützung heran und in ihrem Kielwasser detonierte auch ein Zaunkönig. Während sich die Itchen um die Rettung der Besatzungsmitglieder der St. Croix bemühte, sicherte die zur Unterstützung befohlene Polyanthus die beiden Schiffe und wurde dabei von U 952 mit einem Zaunkönig versenkt. Die Itchen konnte 81 Mann der St. Croix retten, aber nur einen der Polyanthus.
In der Nacht zum 21. September versuchen die U-Boote, sich den Weg zu den Dampfern freizuschießen, was misslang. Es gelang den Geleitfahrzeugen die U-Boote weitgehend abzudrängen. Bei Tag konnte bei aufreißenden Nebellöchern die Empire MacAlpine ihre Swordfish-Flugzeuge zur Sicherung aus der Luft starten. Erst am Abend konnten die U-Boote wieder dichter zum Gesamtkonvoi aufschließen. U 584 führte sieben weitere U-Boote an den Konvoi, dessen Korvetten sie meist abdrängten.
Am frühen Morgen des 22. September wurde das Huff-Duff gepeilte U 229 von der Keppel mit Artillerie und einem Rammstoß versenkt. Am Nachmittag konnten Swordfishs der Empire MacAlpine und Liberators der RCAF-Squadron 10 die Sicherung aus der Luft übernehmen. Die U-Boote nahmen den Kampf mit der Flak auf, drängen die Flugzeuge zum Teil sogar ab; U 377 und U 270 wurden beschädigt. Die Itchen konnte nach einer Huff-Duff-Peilung U 260 unter Wasser drücken.

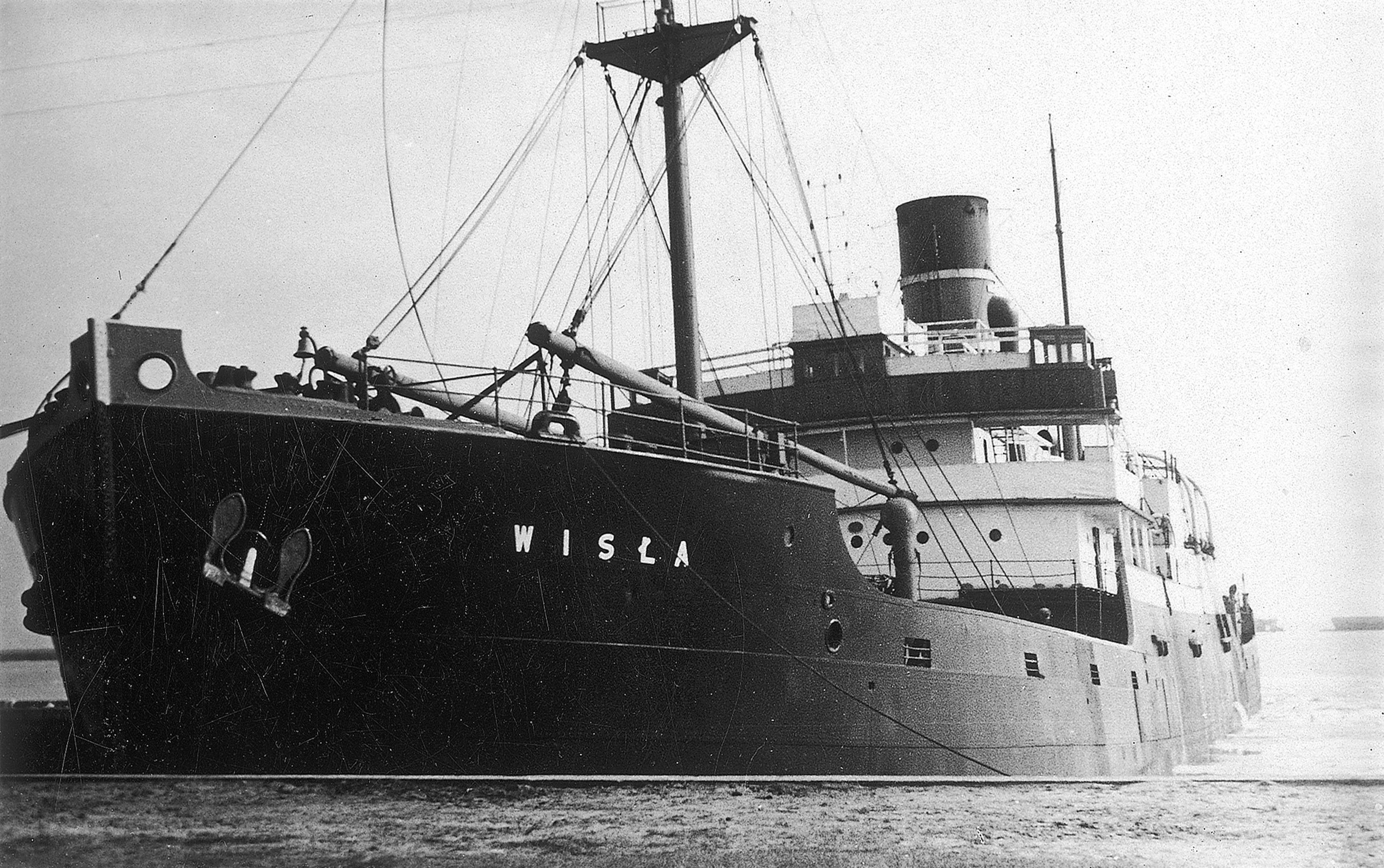
Die Wisła, die die drei Überlebenden der Itchen rettete

In der Nacht sichtete die Korvette Morden vor dem Konvoi U 666 (Kapitänleutnant Engel), das zwei Torpedos abschoss, von denen einer dicht hinter der Morden detonierte, der zweite die Itchen traf, die nach einer Explosion auf 53° 25′ N, 39° 42′ W sofort sank.  Auf der Fregatte starben durch den Volltreffer 227 Mann, einschließlich der zuvor von St. Croix  und Polyanthus Geretteten. Den Untergang der Fregatte überlebten nur drei Mann (zwei Mann der Itchen, einer der St. Croix), die vom polnischen Dampfer Wisła zufällig entdeckt und aufgenommen wurden.

In der entstehenden Unordnung versenkte U 238 mit fünf Einzelschüssen die norwegischen Frachter Oregon Express (3642 BRT) und Skjelbred (5096 BRT) sowie die britische Fort Jemseg (7134 BRT). Am Vormittag des 23. September brachen die Deutschen ihren Angriff ab.
Beide Seiten bewerteten den Ausgang der Geleitzug-Schlacht als Erfolg. → siehe Fazit der Kämpfe um ON 202/ONS 18
Die britische Bewertung ist wohl zutreffender, da die große Mehrzahl der Geleite inzwischen ihre Ziele erreichte, ohne von U-Booten entdeckt und angegriffen zu werden.